# Friuli Aquileia
Friuli Aquileia è una denominazione di origine controllata assegnata ad alcuni vini prodotti in Friuli-Venezia Giulia. È stata istituita nel 1975.
Il suo territorio coinvolge sedici comuni ed è rappresentato da una fascia che si sviluppa da Aquileia a Trivignano Udinese passando per Cervignano del Friuli e Palmanova. La gestione è affidata al Consorzio Tutela Vini DOC Friuli Aquileia con sede ad Aquileia.